# Ernesto Mandara
Pour les articles homonymes, voir Mandara.
Ernesto Mandara (né le 24 juillet 1952  à Positano, dans la province de Salerne, en Campanie) est un évêque italien, évêque de Sabina-Poggio Mirteto depuis 2004.

## Biographie
Ernesto Mandara est ordonné prêtre le 22 avril 1978.
La consécration épiscopale d'Ernesto Mandara, par le cardinal Camillo Ruini, a lieu le 5 juin 2004.
Le 10 juin 2011, Benoît XVI le nomme au siège suburbicaire de Sabina-Poggio Mirteto.